# Comuna Cicârlău, Maramureș
Cicârlău (în maghiară: Nagysikárló) este o comună în județul Maramureș, Transilvania, România, formată din satele Bârgău, Cicârlău (reședința), Handalu Ilbei și Ilba.

## Demografie
Componența etnică a comunei Cicârlău
     Români (86,94%)
     Alte etnii (0,45%)
     Necunoscută (12,61%)
Componența confesională a comunei Cicârlău
     Ortodocși (71,98%)
     Penticostali (5,44%)
     Greco-catolici (4,19%)
     Romano-catolici (2%)
     Martori ai lui Iehova (1,17%)
     Alte religii (2%)
     Necunoscută (13,22%)
Conform recensământului efectuat în 2021, populația comunei Cicârlău se ridică la 3.751 de locuitori, în creștere față de recensământul anterior din 2011, când fuseseră înregistrați 3.691 de locuitori. Majoritatea locuitorilor sunt români (86,94%), iar pentru 12,61% nu se cunoaște apartenența etnică. Din punct de vedere confesional, majoritatea locuitorilor sunt ortodocși (71,98%), cu minorități de penticostali (5,44%), greco-catolici (4,19%), romano-catolici (2%) și martori ai lui Iehova (1,17%), iar pentru 13,22% nu se cunoaște apartenența confesională.

## Politică și administrație
Comuna Cicârlău este administrată de un primar și un consiliu local compus din 13 consilieri. Primarul, Sorin Lupșe[*], de la Partidul Social Democrat, este în funcție din 2016. Începând cu alegerile locale din 2024, consiliul local are următoarea componență pe partide politice:
|  | Partid                          | Consilieri | Componența Consiliului | Componența Consiliului | Componența Consiliului | Componența Consiliului | Componența Consiliului | Componența Consiliului | Componența Consiliului |
|  | ------------------------------- | ---------- | ---------------------- | ---------------------- | ---------------------- | ---------------------- | ---------------------- | ---------------------- | ---------------------- |
|  | Partidul Social Democrat        | 7          |                        |                        |                        |                        |                        |                        |                        |
|  | Partidul Național Liberal       | 3          |                        |                        |                        |                        |                        |                        |                        |
|  | Forța Dreptei                   | 1          |                        |                        |                        |                        |                        |                        |                        |
|  | Alianța pentru Unirea Românilor | 1          |                        |                        |                        |                        |                        |                        |                        |
|  | Partidul Mișcarea Populară      | 1          |                        |                        |                        |                        |                        |                        |                        |

## Atracții turistice
- Rezervația naturală "Rozeta de piatră Ilba" (0,5 ha)

## Personalități
- Nicolae Sabău (1929-2020), interpret de muzică populară, primar al comunei Cicârlău din 2004 până în 2008, din partea PSD